# Бартель, Матеуш
Матеуш Бартель (пол. Mateusz Bartel; род. 3 января 1985, Варшава) — польский шахматист, гроссмейстер (2005). 
Чемпион Польши (2006, 2010—2012). В составе национальной сборной участник 5-и Олимпиад (2006—2014).
Победитель Aeroflot Open 2012.

## Изменения рейтинга
| Графики недоступны из-за технических проблем. См. информацию на Фабрикаторе и на mediawiki.org. |